# 侠客 (たがみよしひさの漫画)
『侠客』（きょうかく）は、たがみよしひさによる日本の漫画。『ヤングアニマル』（白泉社）にて、1992年1号から1993年3号まで断続的に連載された。全15話。単行本は全2巻。

## 概要
地方都市を舞台に、陰謀渦巻く組織間の抗争を描いたヤクザもの。中盤以降、極端に早いペースで進行し、クライマックスで事態が収拾しないまま物語は終わる。抗争をしかけた人物の正体と、その破綻によるカタストロフは描かれたものの、そもそもの動機や計画の全貌など、伏線をすべて消化したとは言い切れない結末となっている。
全体としては3章の構成となっており、暗闘編（1 - 10）・死闘編（1 - 2）・決戦編（1 - 3）は、それぞれ『ヤングアニマル』1992年1号 - 10号と1992年13号 - 14号および1993年1号 - 3号に掲載された。

## あらすじ
人口約13万人の地方都市「N県笹沼市」では、滝織組と加佐登組のふたつの暴力団組織が勢力を争い、長きにわたる抗争を繰り返してきた。一般人をも巻き込む大規模な衝突から数年、街が平穏さを取り戻しつつあるなか、再び抗争の火種が生まれようとしていた。「鬼」と呼ばれた人斬りの出所と、侠客・庄野常秀の死。解散したはずの庄野組の動向をきっかけとして、三つ巴の抗争事件の幕が開ける。

## 登場人物

### 庄野組・関係者
由良屋 裂丸（ゆらや さきまる）
主人公。後ろ髪を結った長髪の若い男。
元・滝織組内庄野組の組員。物語の冒頭で刑務所から仮出所し、4年3か月ぶりに笹沼に舞い戻る。
「鬼の裂丸」の異名をとる凄腕の「人斬り」。得物は長ドスで、常に2本所持している。
その凶暴性と異常な戦闘能力は、暴力団同士の抗争事件（後述の真田による浅野謀殺事件が原因の抗争）に巻き込まれて死亡した両親の仇討ちのため、下部団体一つを壊滅させ死者1名重傷者8名を出した少年時代の一件に端を発する。父親は剣術（古武術）の道場を営んでおり、庄野組の組員も多数入門していたためも抗争に巻き込まれた模様。
滝織組と加佐登組の前回の抗争（5年前）において、後頭部に銃弾を受けて瀕死の重傷を負っている。傷跡を伸ばした髪で隠すためか、服役中も髪を切らせなかったため、出所した時点でも長髪になっていた。
庄野 常秀（しょうの つねひで）
元・宇和久下田一家「滝織組」の舎弟頭。滝織組内「庄野組」の組長だった人物。
5年前の抗争の手打ち条件として、引退。以後、東屋（ひがしや）と呼ばれる中州の邸宅で余生を過ごす老人。
かつては、宇和久下田一家の前身である宇和組において、滝織友敬を筆頭に「宇和四天王」と呼ばれたヤクザであった。それぞれが四天王の刺青を背負い、庄野自身は「白の毘沙門」の異名を持つ。
笹沼市の勢力図を塗り替えようとする陰謀の幕開けとして、正体不明のヒットマンに射殺される。
真田 俊作（さなだ しゅんさく）
元・滝織組内庄野組の若頭。引退後も庄野と行動をともにする。「石仏（いしぼとけ）」の異名をとる冷静沈着な男。
前回の抗争時の結果、立ち回り方によっては出世の可能性もあったが、庄野の人柄を慕いともに野に下った。
その微妙な立ち位置から、本人の意に反して、今回の騒動の「当面の首謀者」と目される立場を強いられる。
竹田橋 万吾郎（たけだばし まんごろう）
元・滝織組内庄野組の組員。 通称「万（まん）さん」。
無精ヒゲの目立つ中年男性。かおりとともに建設現場で働いている。爆発物のエキスパート。
「2億1千万円の借用書」への対策の為、真田の指示を受け、北海道から須原を連れて来る役割を果たす。
高月 かおり（たかつき かおり）
元・滝織組内庄野組の組員。通称「かおりちゃん」。
力自慢の巨漢でスキンヘッドの男。万吾郎とともに建設現場で働いている。
清武 集（きよたけ あつむ）
元・滝織組内庄野組の組員。裂丸の弟分。通称「集（あつむ）」。
いつもスーツ姿の2枚目の優男。戦闘するシーンはほぼないものの、地面に耳を当てて正確に状況を把握する特技を持つ。
竜王 研太（りゅうおう けんた）
元・滝織組内庄野組の組員。裂丸の弟分。通称「竜（りゅう）」。
ツナギ姿で頭に嵌めたゴーグルが特徴の若者。投げナイフやワイヤーを使うなど武闘派らしい活躍を見せる。
陣場 創円（じんば そうえん）※後述→滝織組
元・滝織組内庄野組の組員。現・滝織組の幹部。通称「坊（ぼん）さん」。スキンヘッドで、顔つきも一見すると柔和なため和服姿なら僧侶にも見える。
前回の抗争後に庄野が引退した際、庄野組組員としては唯一滝織組に残留した人物。庄野組サイドにおける建前上としては、破門となり引退した庄野とそれに同調して引退した元組員たちのために、庄野常秀の功績と元組員の復帰の足がかりを確保するため、本体の組織に残ったとしている。
庄野の暗殺以後、事態の進展につれて敵方となる滝織組幹部という立場ながら、結果的に東屋＝庄野組残党と共闘。その最中にはヤクザそのものを嫌うような心情（一連の計略の動機の一部でもある）を吐露する場面もあった。
須原 条太郎（すはら じょうたろう）
元・滝織組内庄野組の組員。十数年前に抗争で妻子をなくしヤクザを引退、その後は競売屋をしていた。現在は北海道に隠棲している。偽の借用書のカラクリを見破る為に召集される。
庄野組結成以前には、庄野の兄弟分である「宇和四天王」の一人・浅野の舎弟であり、真田とは同期の兄弟分だった。兄貴分の浅野を謀殺した経緯を知る唯一の人物であり、故にその人格に懐疑的で真田を危険視している。
ダニエル・バーグ・ウィルマン
ニューヨークからやって来たアメリカ人男性。通称「ダニー」。間違いだらけの単語でデタラメな日本語を話す。
渡米中の庄野と真田に危機を助けられたのをきっかけに命の恩人と慕う男。庄野に弟子入りして「侠客」となるべく、数年がかりで資金を溜めて来日し、東屋を訪れた。来訪以後、いつも浴衣姿で過ごしている。
庄野の死によって目的は果たされなかったが、抗争の渦中にある東屋において助っ人として裂丸と行動をともにする。なぜかサブマシンガン（イングラム）を所持しており、最終局面の防衛戦などで活躍。
庄野 睦月（しょうの むつき）
庄野常秀の孫娘。現在、高校生。
父親はヤクザではなかったようだが、抗争に巻き込まれて既に故人。母親とはそれが原因で離別している。
ヨシさん
庄野家の家政婦。庄野の暗殺以後、事態の進展につれて集まって来た家事も出来ず酒量は人一倍の面々の面倒を見ていたが、酒瓶を片付けようと勝手口に出たところを射殺される。取り立てて美人という訳ではなかったが、万吾郎はその死に思うところがあった模様。

### 宇和久下田一家滝織組・関係者
滝織 友敬（たきおり ともたか）
宇和久下田一家「滝織組」の組長。「宇和四天王」と呼ばれる男たちの最後の1人で、「黒の増長」の刺青を背負う老人。
八木原 正太（やぎはら しょうた）
滝織組の若頭。滝織組内「八木原組」の組長。
穏健派の経済ヤクザ。経済面で圧倒的優位に立つ加佐登組に対抗すべく、合法ビジネスに活路を見出そうと奮闘している。それゆえに、時代遅れの武闘派ヤクザである庄野組の面々を、組織から排除したがった。なお、八木原自身は、庄野の破門（引退）後に、滝織組の若頭に昇格した経緯を持つ。
滝織 幸敬（たきおり ゆきたか）
滝織組の組員。滝織友敬の実子。野心家。
滝織組の実権を手に入れて代を継ぎ、さらには宇和久下田一家をも狙う。陣場と共謀して一連の事件を引き起こす黒幕の1人。
葉賀 浩（ようが ひろし）
滝織組の組員。滝織幸敬の舎弟。
陣場の計画の危険性を、事あるごとに幸敬に注進する。独断で陣場を密かに監視してこれに介入、幸敬が当初のプランから外れる直接のきっかけを作った。
陣場 創円（じんば そうえん）※前述→庄野組
滝織組の幹部。元は庄野組の組員。スキンヘッドの若い男性。
頭の切れる策士であり、組長の滝織友敬の信頼も厚い懐刀的存在。
その一方で、滝織幸敬および美胴信明と結託しており、それぞれを次期組長の座に着かせて敵の組織を壊滅させるという計画を持ちかける。庄野の死、真田の生存、裂丸の動向など、計画は予定通りに進行していたが、小柳のスタンドプレーが原因で徐々に齟齬をきたし、結果的には幸敬・美胴の双方に出し抜かれる形となる。
一連の騒動のゲームメイカー的なポジション。彼の動機と計画の全貌は、物語の完結まで明かされることはなかった。
小柳 利夫（こやなぎ としお）
滝織組内八木原組の組員。典型的なチンピラ。
出所直後の裂丸に因縁をつけてカツアゲをしようとして以来、たびたび裂丸に絡む事になる不運な男。
笹沼市全体を巻き込む抗争事件の渦中で、不確定要素として立ち回る羽目になり、四面楚歌の状況で敵であるはずの元庄野組・東屋に匿われる事になる。
久下田 仁互郎（くげた じんごろう）
滝織組の上部団体である「宇和久下田一家」の会長。かなり高齢の老人。
暴対法施行後の時世を鑑み、全面抗争を回避すべく「経吾会」会長・屋縞則也と面会し、事態収拾の会合を持つ。

### 経吾会系加佐登組・関係者
加佐登 善次郎（かさと ぜんじろう）
経吾会系加佐登組の組長。頭頂部の禿げあがった班の目立つ老人。
庄野に敬意を表して、かつての敵ながら葬儀に参列した（他方、滝織組系列は、庄野破門の対面上、元庄野組の立場としての陣場以外は、誰1人参列していない。）。
美胴 信明（みどう のぶあき）
加佐登組の若頭。表向きの肩書きは「美胴工業」の社長。野心家。
加佐登組の実権を手に入れて次期組長の座を狙う。陣場と共謀して一連の事件を引き起こす黒幕の1人。
灰田 葉平（かいだ ようへい）
加佐登組の企業舎弟「灰田不動産」の社長。
陣場の計略による「東屋を抵当とした2億1千万円の借金」の一件を仕掛ける実行役。
交城 蔵（こうじょう ぞう）
加佐登組の企業舎弟「交城金融」の社長。
灰田とともに「東屋を抵当とした2億1千万円の借金」の一件を仕掛ける実行役の片割れ。
屋縞 則也（やしま のりや）
加佐登組の上部団体である「経吾会」（けいあかい）の会長。眉間と両唇に切り傷のある男性。療養中らしく、車椅子やベッドにいる姿で登場している。
「宇和久下田一家」の会長・久下田仁互郎とトップ会談を開き、双方の下部組織（滝織組と加佐登組）を切り捨てる提案を持ちかける。

## 登場組織
宇和久下田一家（うわくげたいっか）
北関東から東北にかけて勢力を持つ広域指定暴力団。組長は久下田仁互郎。
前身である「宇和組」と呼ばれた時代には、滝織友敬・庄野常秀ら「宇和四天王」がその名を馳せた。
滝織組（たきおりぐみ）
宇和久下田一家の傘下にある傍系の2次団体。組長は滝織友敬。
笹沼市の東側を縄張りとするヤクザ組織。傘下の3次団体まで含めると約50人の構成員を抱える。
八木原組（やぎはらぐみ）
滝織組内に組織される直系の3次団体。組長の八木原正太は滝織組の若頭を務める。若頭は小納谷信（こなや しん）。
表向きは商事会社「八木原物産株式会社」を経営。八木原と小納谷が、それぞれ社長と専務を務める。
前塔組（まえとうぐみ）
滝織組内に組織される傍系の3次団体。組長の前塔保典（まえとうやすのり）は滝織組の現・舎弟頭。
磯田組（いそだぐみ）
滝織組内に組織される直系の3次団体。組長の磯田禄郎（いそだ ろくろう）は滝織組の若頭補佐。
皆聞組（かいもんぐみ）
宇和久下田一家の傘下にある傍系の2次団体。組長は皆聞威三（かいもん いぞう）。構成員は棋式組と合わせて30人弱。
棋式（きしきぐみ）
宇和久下田一家の傘下にある傍系の2次団体。組長は棋式善光（きしき よしみつ）。皆聞組とともに、滝織組と徒党を組む勢力。
庄野組（しょうのぐみ）
かつて滝織組内にあった傍系の3次団体。元組長の庄野常秀は、以前は滝織組の舎弟頭を務めていた。若頭は真田俊作。
10人に満たない少人数ながら、「鬼の裂丸」を筆頭に武闘派として恐れられたヤクザ組織。
約5年前（作中では1987年という設定）に、滝織組対加佐登組の抗争の手打ち条件として、組長の庄野が（名目上の）破門・引退となり、庄野組は解散する。
庄野を慕う組員達は、ヤクザを引退して一般人となりながらも、かつての本拠である東屋に出入りしている。東屋（ひがしや）は、笹沼市内を流れる「菊輪川（きくわがわ）」に浮かぶ中州にある庄野の邸宅であり、旧庄野組の本拠となっている。ちなみに偽の借用書の額面は2億1千万円だが、評価額は3億6千万円との事。
経吾会（けいあかい）
中部甲信から東北へ勢力拡大を図る広域指定暴力団。現会長は屋縞則也。
加佐登組（かさとぐみ）
経吾会の傘下にある傍系の2次団体。組長は加佐登善次郎。若頭は美胴信明。
笹沼市の西側を縄張りとするヤクザ組織。構成員は総勢150人前後を動員できる模様。直接の下部団体は登場せず、企業舎弟を多数抱える。他方、覚醒剤の密売にも着手している事が示唆されている。所轄の警察幹部と癒着している場面もあった。

## 書誌情報
- たがみよしひさ 『侠客』 白泉社〈ジェッツコミックス〉、全2巻
  1. 1993年2月28日初版発行、ISBN 4-592-13569-5
  2. 1993年11月30日初版発行、ISBN 4-592-13570-9